# Санди Уолш
Санди Хенри Уолш (на нидерландски: Sandy Henny Walsh) е индонезийски футболист – центален защитник, състезател на белгийския Мехелен и Националния отбор на Индонезия. Участник в Купата на Азия през 2023 където бележи гола срещу Япония при загубата с 1:3.

## Успехи
Генк
- Купа на Белгия
  - Носител (1): 2012/13
- Суперкупа на Белгия
  - Носител (1): 2011/12
  - Финалист (1): 2013

 Зьолте Варегем
- Суперкупа на Белгия
  - Финалист (1): 2017

 Мехелен
- Купа на Белгия
  - Финалист (1): 2022/23

 Холандия до 17 г.
- Европейско първенство до 17 т.
  - Европейски шампион (1): 2012[2].